# Silvermine Mountains
Silvermine Mountains är en bergskedja i republiken Irland.   Den ligger i provinsen Munster, i den centrala delen av landet. Den högsta toppen ligger 489 meter över havet.